# كول كاستر
كول كاستر (بالإنجليزية: Cole Custer)‏ هو سائق سباق أمريكي، ولد في 23 يناير 1998 في Ladera Ranch, California ‏ في الولايات المتحدة.

## وصلات خارجية
- الموقع الرسمي
- كول كاستر على موقع Racing-Reference.info (الإنجليزية)
- كول كاستر على موقع DriverDB.com (الإنجليزية)